# Devils of Darkness
Devils of Darkness é um filme britânico lançado em 1965, dirigido por Lance Comfort e estrelado por Willian Sylvester, Hubert Noël, Carole Gray e Tracy Reed.

## Sinopse
Em uma pacata cidade, um desavisado grupo de turistas exploram a área sem saber que eles podem tornar-se as novas vítimas de um ritual de sacrifício humano, de um obscuro e sangrento culto vampírico liderado pelo Conde Sinistre.

## Elenco
- William Sylvester como Paul Baxter
- Hubert Noël como Conde Sinistre
- Carole Gray como Tania
- Tracy Reed como Karen
- Diana Decker como Madeleine
- Rona Anderson como Anne
- Peter Illing como Inspector Malin
- Gerard Heinz como Bouvier
- Brian Oulton como Coronel
- Walter Brown como Bruno
- Eddie Byrne como Dr. Kelsey
- Victor Brooks como Inspetor Hardwick
- Avril Angers como Midge
- John Taylor como Sargento Miller
- Frank Forsyth como Janitor
- Geoffrey Kenion como Keith
- Rod McLennan como Dave
- Murray Kash como Chefe Cigano
- Burnell Tucker como Derek